# Reisdorf
Reisdorf este o comună din landul Turingia, Germania.